# L DK
L♥DK або Однокімнатні сусіди — японський романтичний художній фільм 2014 року, знятий за однойменною манґою.

## Сюжет
Аоі, батьки якої переїхали до іншого міста працювати, живе одна у квартирі. Вона випадково затопила квартиру сусіда Шусея, хлопця, у якого закохана її подруга і який дуже популярний у їхній школі. Поки триває ремонт у його квартирі, Шусей вирішує тимчасово пожити в Аоі.